# أرنو بيرغ
أرنو بيرغ (بالنرويجية البوكمول: Arno Berg)‏ هو مهندس معماري نرويجي، ولد في 14 فبراير 1890 في غوتنبرغ في السويد، وتوفي في 1 يونيو 1974 في أوسلو في النرويج.